# Amjad Attwan
Amjad Attwan Kadhim Al-Magsoosi (arab. أمجد عطوان كاظم; ur. 12 marca 1997 w Karbali) – iracki piłkarz grający na pozycji defensywnego pomocnika. Od 2018 jest zawodnikiem klubu Al-Shorta Bagdad.

## Kariera piłkarska
Swoją karierę piłkarską Attwan rozpoczął w klubie Karbalaa FC, w którym w 2013 roku zadebiutował w pierwszej lidze irackiej. W sezonie 2014/2015 grał w Naft Al-Wasat SC, z którym wywalczył mistrzostwo Iraku. W sezonie 2015/2016 występował w Al-Shorta Bagdad, a w sezonie 2016/2017 ponownie był zawodnikiem klubu Naft Al-Wasat SC. W sezonie 2017/2018 grał w Al-Najaf FC. W 2018 wrócił do Al-Shorta.

## Kariera reprezentacyjna
W reprezentacji Iraku Attwan zadebiutował 18 marca 2016 w przegranym 0:2 towarzyskim meczu z Syrią. W 2016 roku został powołany do kadry na Igrzyska Olimpijskie w Rio de Janeiro, a w 2019 na Puchar Azji 2019.